# Kanamarua
Kanamarua is een geslacht van weekdieren uit de klasse van de Gastropoda (slakken).

## Soorten
- Kanamarua adonis (Dall, 1919)
- Kanamarua boswellae (Kilburn, 1975)
- Kanamarua francroberti Fraussen & Lamy, 2008
- Kanamarua hyatinthus Shikama, 1973
- Kanamarua magnifica Fraussen & Chino, 2012
- Kanamarua narcissisma Fraussen & Lamy, 2008
- Kanamarua somalica (Bozzetti, 1993)
- Kanamarua tazimai Kuroda, 1951